# Магнусен, Финн
Финн Магнусен (дат. Finn Magnusen, исл. Finnur Magnússon; 27 августа 1781, Скалхольт, — 24 декабря 1847, Копенгаген) — датский учёный, профессор Копенгагенского университета.
Один из первых собирателей и издателей памятников древнесеверной литературы. Подготовил для третьего тома «Старшей Эдды» (1828) полный мифологический словарь, изданный затем и отдельно («Priscae veterum borealium mythologiae lexicon», с «Gentile calendarium»). Другие труды Магнусена: «Den aeldre Edda oveesat og forklaret» (Копенгаген, 1821—1823) и «Eddalaeren og dens Oprindelse» (Копенгаген, 1824—1826).